# Окольцованное пространство
Окольцованное пространство — топологическое пространство, каждому открытому множеству которого сопоставлено коммутативное кольцо «функций» на этом множестве. Окольцованные пространства, в частности, используются при определении схем.

## Определение
Окольцованное пространство {\displaystyle (X,{\mathcal {O}}_{X})} — это топологическое пространство {\displaystyle X} вместе с пучком коммутативных колец {\displaystyle {\mathcal {O}}_{X}} на нём. Этот пучок называется структурным пучком пространства {\displaystyle X}.
Локально окольцованное пространство — это окольцованное пространство, такое что слой пучка {\displaystyle {\mathcal {O}}_{X}} в любой точке — локальное кольцо.

## Примеры
Любое топологическое пространство можно наделить структурой локально окольцованного пространства, если рассмотреть пучок непрерывных действительнозначных функций на нём. Слой этого пучка в точке x — кольцо ростков непрерывных действительнозначных функций в x — является локальным кольцом, единственный максимальный идеал которого — ростки функций, равных нулю в x. Аналогичным образом, гладкое многообразие с пучком гладких функций является локально окольцованным пространством.
Если X — алгебраическое многообразие с топологией Зарисского (например, спектр некоторого кольца), структуру локально окольцованного пространства на нём вводят следующим образом: {\displaystyle {\mathcal {O}}_{X}(U)} — множество рациональных функций, определённых на всём U. Такое окольцованное пространство называют аффинной схемой, общие схемы определяют как результат «склейки» нескольких аффинных схем.

## Морфизмы окольцованных пространств
Для того, чтобы задать морфизм из {\displaystyle (X,{\mathcal {O}}_{X})} в {\displaystyle (Y,{\mathcal {O}}_{Y})}, нужно зафиксировать следующую информацию:
- Непрерывное отображение {\displaystyle f:X\to Y}.
- Для каждого открытого подмножества {\displaystyle U\in Y} — гомоморфизм колец {\displaystyle \varphi _{U}:{\mathcal {O}}_{Y}(U)\to {\mathcal {O}}_{X}(f^{-1}(U))}.

Гомоморфизмы колец должны быть согласованы со структурой пучка, то есть коммутировать с отображениями ограничения. А именно, если {\displaystyle V_{1}\subset V_{2}} — открытые подмножества {\displaystyle Y}, следующая диаграмма должна быть коммутативной:
Морфизмы локально окольцованных пространств должны удовлетворять ещё одному требованию. Гомоморфизмы {\displaystyle \varphi } для каждой точки {\displaystyle x\in X} индуцируют гомоморфизм из слоя {\displaystyle {\mathcal {O}}_{Y}} в точке {\displaystyle f(x)} в слой {\displaystyle {\mathcal {O}}_{X}} в точке {\displaystyle x}. Требуется, чтобы все эти гомоморфизмы были локальными, то есть переводили максимальный идеал прообраза в подмножество максимального идеала образа.

## Касательное пространство
Структура локально окольцованного пространств позволяет ввести осмысленное определение касательного пространства в его точке. Рассмотрим точку {\displaystyle x\in X} окольцованного пространства {\displaystyle (X,{\mathcal {O}}_{X})}. Рассмотрим локальное кольцо {\displaystyle R_{x}} (слой пучка в точке x) с максимальным идеалом {\displaystyle {\mathfrak {m}}_{x}}. Тогда {\displaystyle R_{x}/{\mathfrak {m}}_{x}} — поле, {\displaystyle {\mathfrak {m}}_{x}/{\mathfrak {m}}_{x}^{2}} — векторное пространство над этим полем. Касательное пространство в точке {\displaystyle x} определяется как двойственное к этому пространству.
Идея состоит в следующем: касательное пространство состоит из векторов, вдоль которых можно «дифференцировать» «функции» в данной точке, то есть элементы кольца {\displaystyle R_{x}}. Достаточно найти способ дифференцирования функций, значение которых в данной точке равно нулю, так как остальные отличаются от них на константу, то есть достаточно описать производные функций из {\displaystyle {\mathfrak {m}}_{x}}. При этом дифференциал произведения двух функций из {\displaystyle {\mathfrak {m}}_{x}} равен нулю (мы хотим, чтобы формула производной произведения осталась верной). Следовательно, вектор должен присваивать число каждому элементу {\displaystyle {\mathfrak {m}}_{x}/{\mathfrak {m}}_{x}^{2}}, и это то, что делают элементы двойственного пространства.
Легко проверить, что в случае гладких многообразий с пучком гладких функций это определение совпадает с обычным. С другой стороны, в случае топологического пространства с пучком непрерывных (вещественнозначных) функций {\displaystyle {\mathfrak {m}}_{x}={\mathfrak {m}}_{x}^{2}}, так как для непрерывной функции {\displaystyle f(x)} функция {\displaystyle {\sqrt {|f(x)|}}} также непрерывна. Следовательно, в этом случае касательное пространство в любой точке имеет размерность 0.